# Vita Hammaren
Vita Hammaren (ukrainska: Bilyi Molot) är en militant nationalistisk organisation som, som en del av paraplyorganisationen Högra Sektorn, tog aktiv del i demonstrationerna i Kiev 2013-2014.
Vita Hammaren leder sitt ideologiska arv tillbaka till den ukrainske nationalisten Stepan Bandera på 1930-talet.
I samband med att Högra Sektorn omvandlades till ett politiskt parti uteslöts Vita Hammaren ur organisationen.